# Orophus peruvianus
Orophus peruvianus är en insektsart som beskrevs av Scudder, S.H. 1875. Orophus peruvianus ingår i släktet Orophus och familjen vårtbitare. Inga underarter finns listade i Catalogue of Life.